# Гафель (річка)
Га́фель, Гаволь, Гавель, Гавола (нім. Havelⓘ) — річка у східній частині Німеччини, що протікає через німецькі землі Мекленбург-Передня Померанія, Бранденбург, Берлін та Саксонія-Ангальт. 

## Загальний опис
Гафель права та найдовша притока Ельби. Найбільшою притокою є Шпрее. Довжина становить 325 км. Площа басейну 24096 км².
Протягом більшої частини своєї довжини, Гафель є судноплавною, та є важливою ланкою у водних з'єднаннях між сходом та заходом Німеччини.
У середньовіччі була місцем розселення слов'янського племені річани-гаволяни (нім. Heveller).

## Течія
Джерело Гафелю знаходиться в Мекленбурзькому поозер'ї, між озером Мюріц та містом Нойбранденбург. Не існує очевидного видимого джерела, але річка має витоки в озерах поблизу Анкерсгаґена. Звідти річка спочатку тече на південь, біля Потсдаму повертає на захід, і врешті-решт впадає в Ельбу, яка в свою чергу впадає в Північне море. У своїй верхній течії, а також між Берліном та Бранденбургом-на-Гафелі річка утворює кілька озер.
Область навколо середнього Гафелю називається Гафельланд. Вона складається з піщаних пагорбів та низинних боліт. Міста, які розміщені на річці (за течією): Фюрстенберг, Цеденік, Оранієнбург, Берлін, Потсдам, Вердер, Кетцин, Бранденбург, Премніц, Ратенов та Гафельберг.

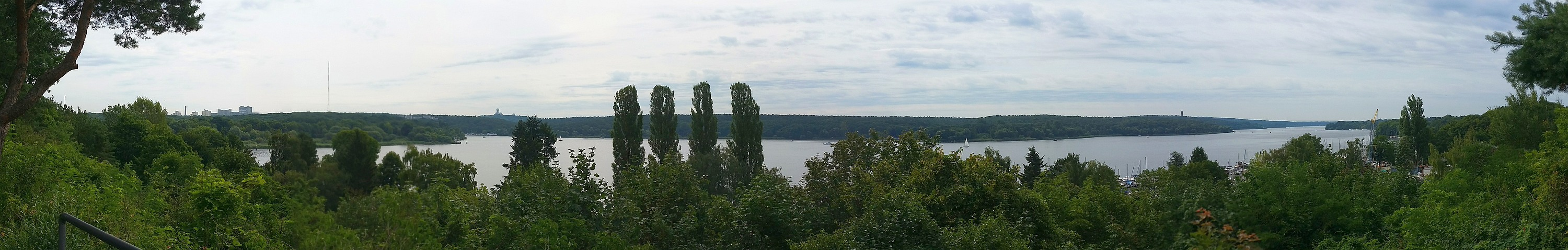